# Ratpenat cuallarg de Dabbene
El ratpenat cuallarg de Dabbene (Eumops dabbenei) és una espècie de ratpenat de la família dels molòssids que es troba a l'Argentina, Colòmbia, el Brasil, el Paraguai i Veneçuela.